# John Law
John Law (21 de abril de 1671 - 21 de março de 1729) foi um economista escocês nascido em 1671 de uma rica família escocesa, que se tornou famoso pela sua vida de jogador, mulherengo e, principalmente, fundador do sistema bancário atual.

## Infância e juventude
Os primeiros anos de John Law foram na Escócia, ao lado de sua poderosa família protestante. Ainda adolescente, aos 12 anos, perdeu o pai, William Law de Lauriston, que era o Tesoureiro-geral de Edimburgo, durante uma cirurgia de retirada de cálculos renais, em Paris, sendo criado a partir daí pela mãe, Mary Catherine Law def Lauriston.
Com a morte do pai, foi enviado para o internato de Eaglesham, onde permaneceu até completar 22 anos. Law retornou para um breve estadia na casa da mãe, o Castelo de Lauriston, e decidiu viajar para Londres, onde tentaria ter uma vida própria. No entanto, ele foi sustentado durante sua vida na Inglaterra pelo dinheiro mandado pela mãe. Descontraído e de grande lábia, fazia conquistas fáceis entre as damas londrinas.
Sua vida de jogador e mulherengo levou-o, no entanto, a matar, em duelo, o dândi Edward "Beau" Wilson, após envolvimento e intrigas de Elizabeth Villiers, condessa de Orkney. Este amigo estava apaixonado por Law e queria manter relações com ele. Foi preso na prisão de Newgate e condenado à morte, em 1694. John tentou o perdão do rei Guilherme. “Perdão a um escocês?”, riu-se o monarca inglês. Mas Law conseguiu escapar para a Europa continental.
Ficou então exilado na Europa, desocupado, residindo em Amsterdã e Veneza, com sua companheira e grande paixão, a inglesa católica Catherine Knollys, filha de William Knollys, que fora abandonada pelo marido, George de St. Andrews, durante a fuga de católicos ingleses para a França. Passou então, esses anos, a escrever a maioria de seus trabalhos, todos referentes a sistemas e relações econômicos e financeiros.

## Vida pública

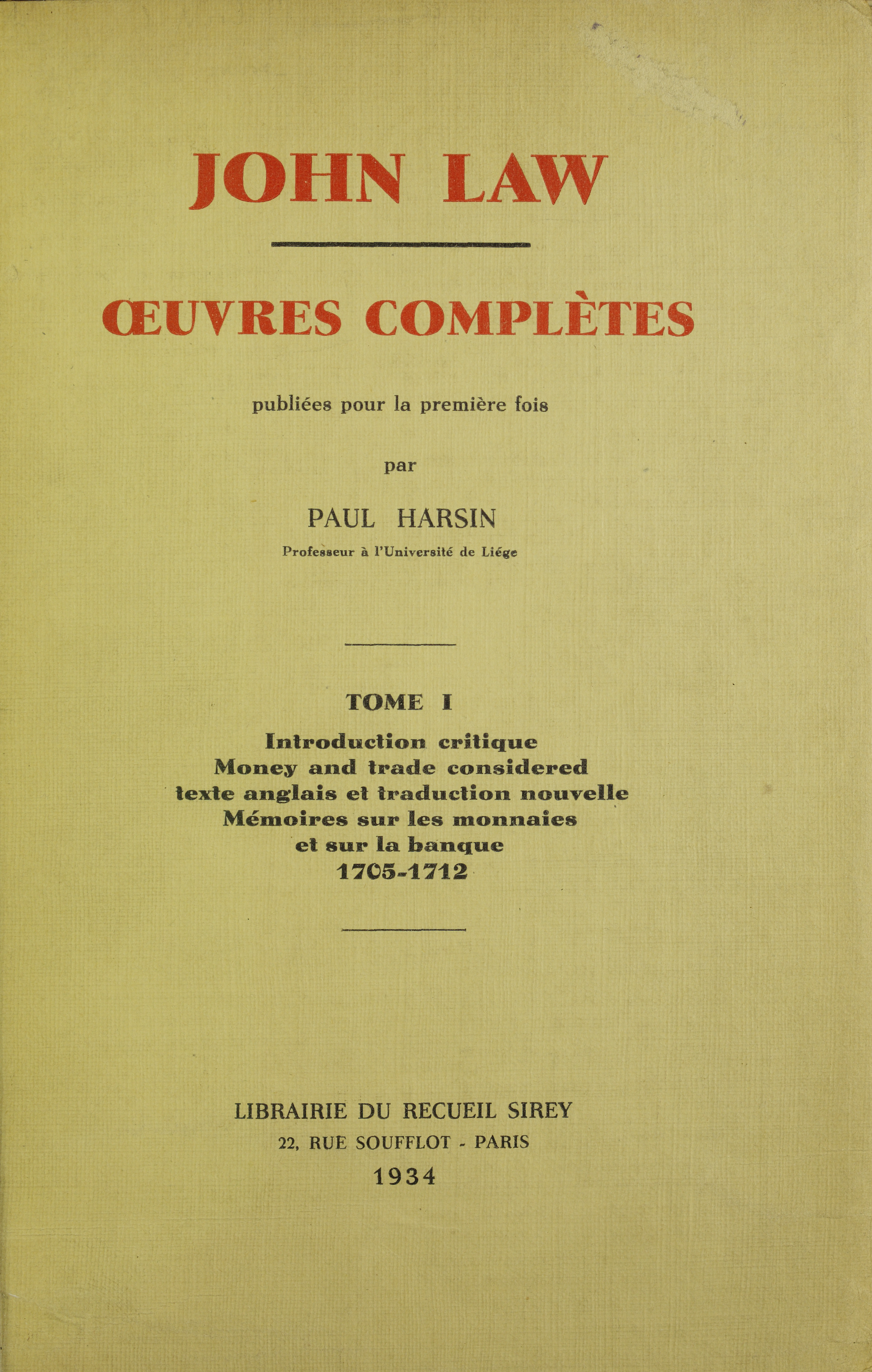
Money and trade considered, with a proposal for supplying the Nation with money', 1934

As suas principais ideias são a "teoria do valor pela escassez", a distinção entre "valor de troca" e "valor de uso", e a "Doutrina das Letras Reais". A teoria de Law era que a oferta de moeda não deve ser determinada pelas importações de ouro ou pelo saldo da balança comercial, mas de maneira endógena pelas "necessidades de troca". Considerado o pai das finanças modernas, defendeu a introdução do papel-moeda e dos títulos lastreados em terra e impostos.
Após o exílio, foi para Paris. Continuara com sua vida de amante da noite e das mulheres, porém, desta vez, John teve sorte: tornou-se amigo íntimo do Duque de Orleans, quando este se tornou Regente após a morte de Luis XIV, em 1715, até que Luís XV, com cinco anos, atingisse a maioridade.
O sistema bancário não só da França, mas como também da Europa, era um sistema caótico. Várias moedas coexistiam num mesmo país – e o povo continuava a utilizá-las mesmo depois de extintas pelo governo.
A situação financeira da França era marcada por insuficiência de moeda e excessivas desvalorizações. Logo, Law percebeu que seus estudos de economia e financia ali serviriam para crescer.
Então Law propôs a criação de um banco estatal centralizador que tivesse o monopólio de todas as atividades financeiras e fazendárias.“Não existe país forte sem banco forte", como John dizia. Também defendeu o uso de moeda fiduciária e a criação de um banco lançador de títulos de crédito lastreados em receitas de impostos e propriedades.
Foi aqui que a grande amizade com o Regente da França rendeu-lhe frutos: no ano de 1716, o duque Filipe deu a Law o Banco Générale, nascido das ideias de John Law. O novo banco iniciou com a emissão de títulos resgatáveis em moeda corrente do dia do lançamento. Como resultado dessa obra impactante, começou uma ameaça de desvalorização da moeda metálica.

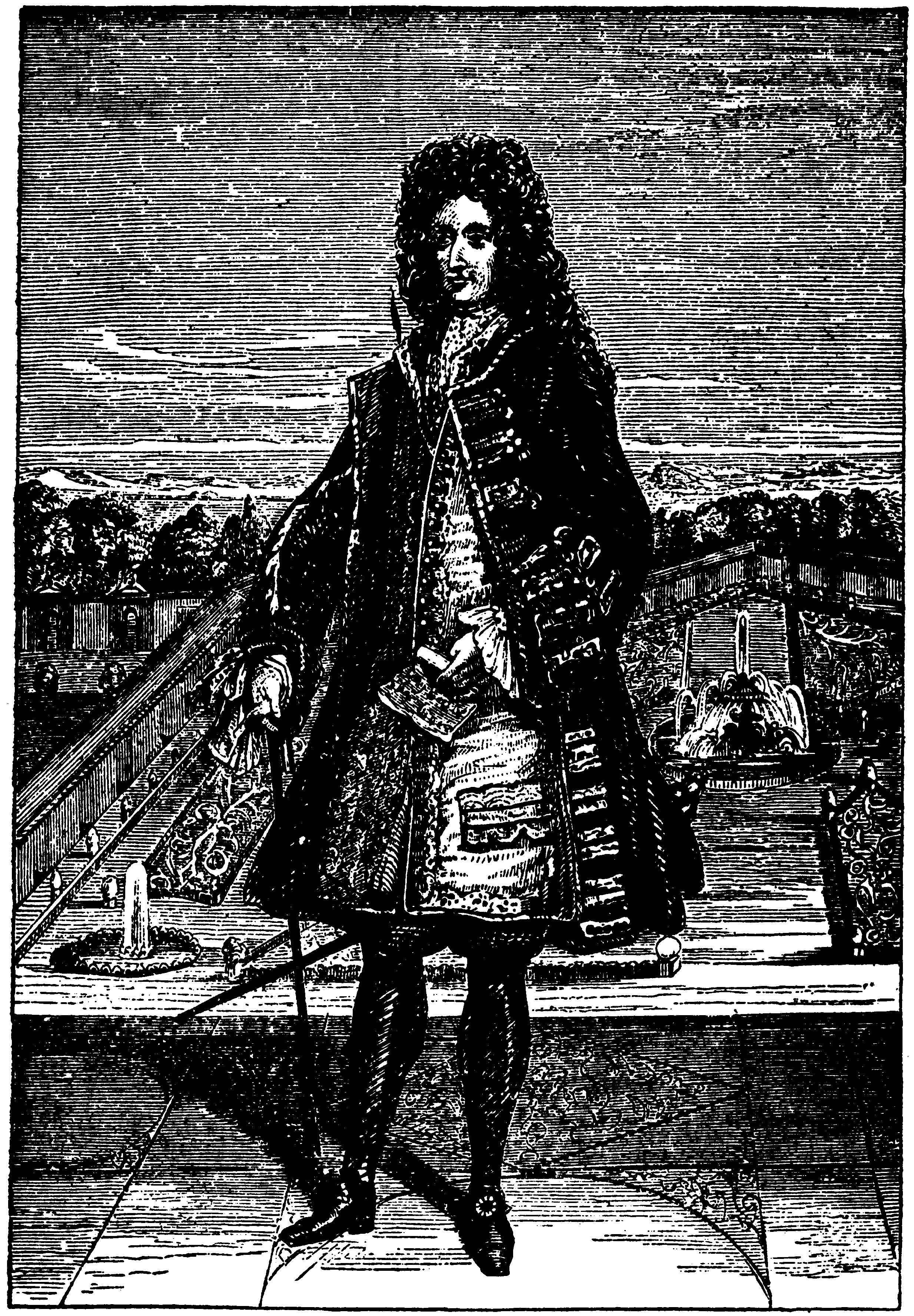
Retrato de John Law (1671-1729), autor desconhecido.

E uma nova lei obrigava os coletores de impostos a depositar o dinheiro no Banco Générale. Em menos de um ano, os títulos tinham ágio de 15%, enquanto as notas do tesouro por Luís XIV estampavam um deságio de 80%.
No ano de 1717, Law desenvolveu e fundou uma criação de uma companhia na Louisiana, então colônia francesa, que deteria o monopólio do comércio no rio Mississipi. No mesmo ano, o banco de Law foi estatizado sob o nome de Banque Royale. Mas John começou a especular financeiramente e para cobrir rombos. Nesta mesma época o duque Filipe contra a vontade de Law ordenava que emitissem mais papel-moeda pois ele não compreendia o quão prejudicial este excesso poderia ser para a economia do país. Foi ordenada a impressão de papel-moeda em um montante equivalente a três vezes a dívida pública.
A partir daí, o país se viu inundado de papel-moeda, e sob oposição do Parlamento o Regente foi compelido a afastar Law da direção do Banque Royale.

## Decadência
Law, que já estava engajado na Companhia do Mississippi,  não perdeu o status que tinha. Em 1718, John conquistou a confirmação dos diretos comerciais sobre o rio Mississippi, Índias Orientais, China e Pacífico Sul. Monopolizando estas novas regiões, Law decidiu emissão de 50.000 ações, a serem integralizadas em notas do Tesouro com 80% de deságio. E prometeu um dividendo anual fixo equivalente a uma rentabilidade de 120% ao ano.
Com a combinação da alta rentabilidade garantida com excesso de papel-moeda incendiou o interesse público, e apareceram média de seis compradores para cada ação.
Em frente a casa de John Law, formou-se um feira de ações. As ações foram valorizadas de 2900% em quinze meses. Nesse ínterim, ocorreu a fusão do Banque Royale com a Companhia do Mississipi, e Law foi nomeado Ministro das Finanças.
Em 1720, houve uma corrida para sacar dinheiro, e John Law fez resistência em pagar os vendedores em moeda metálica. Houve, por conseguinte, uma desconfiança do uso do papel-moeda. A reação foi desvalorização e limitação os saques de moeda metálica. Tais medidas, contudo, não surtiram efeito, e todo o metal disponível foi contrabandeado para Inglaterra e Holanda, inviabilizando o comércio – e aumentando a desconfiança de John Law.
Em meio à crise, Law apelou ao feriado bancário. Foi limitado o porte de metal por indivíduo em 500 "livres", sob pena de confisco do excedente, e proibida a compra de jóias, prataria e pedras preciosas. Estas medidas levaram o país à beira da revolução, e as ações da Companhia do Mississipi entraram o verão de 1720 com queda de 98 % em relação a abril.
Por conta da crise resultada da especulação, Law foi demitido no mesmo ano, 1720. Ele teve de fugir da França, e foi para Veneza. Lá ele tentou de restabelecer, propondo mais uma vez a sistema bancário que usara em Londres e em Paris, mas não teve sucesso. Morreu de pneumonia em 1729, totalmente desacreditado.
À crise acima, conhecida como o Esquema do Mississippi, é atribuída grande importância no desenvolvimento posterior da Revolução Francesa. A palavra "banco" não foi mais usada na França até os dias de hoje, em favor do termo "crédito" (credit).